# Para-Micronésie

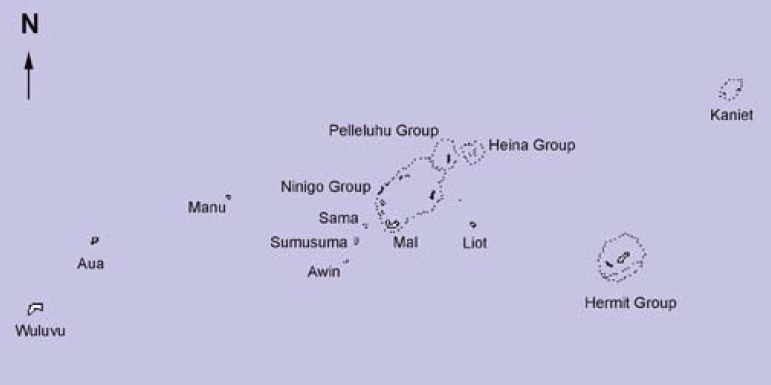
Carte de la Para-Micronésie

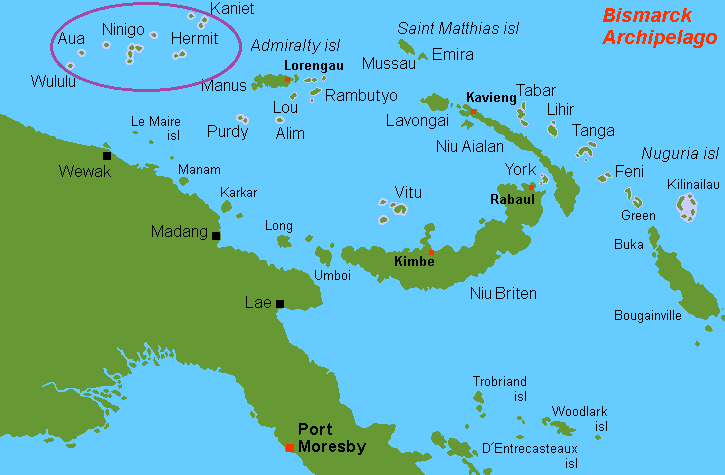
Para-Micronésie par rapport à la Nouvelle-Guinée

La Para-Micronésie désigne un ensemble d'atolls et d'archipels sis entre les îles Carolines au Nord et la Nouvelle-Guinée au Sud. Les populations qui y vivent sont rattachées culturellement à la Micronésie tout en ayant le type physique des Mélanésiens. Cette région est le pendant des exclaves polynésiennes.
Cette distinction culturelle s'exprime surtout dans les arts qui sont grammaticalement proche des canons micronésiens : stylisation extrême alliant utilité et beauté.
Liste des îles principales de Para-Micronésie :
- Hermit
- Kaniet
- Aua
- Wuvulu